# Etimesgut, Ankara
Etimesgut es uno de los distritos metropolitanos de Ankara . Según datos de TUIK en 2022 (Instituto de Estadística de Turquía), su población es de 606.472.

## Nombre
Los restos desenterrados durante las excavaciones arqueológicas dentro de los límites del distrito demuestran que el asentamiento humano en la región se remonta a la Edad del Cobre. Con este; La primera información sobre el nombre de la región de fuentes escritas muestra que este lugar se llamaba "Amaksis" en el período hitita.
De hecho, en un mapa dibujado por Heinrich Kiepert, la región fue nombrada " Amaksyz " y " Akmasyz ". También en el mapa, algunos de los pueblos conectados a este lugar se indican como " Alvan ", " Baghlydja " y " Emirjaman ", que sin duda son los distritos de Etimesgut hoy, Elvankent, Bağlıca y Eryaman.
Aunque los otomanos lo conocían como "Akmasus" en los primeros períodos; Ahi Mesud, un jefe que vivió en Ankara alrededor del siglo XIV-XV, inspiró el nombre actual del distrito.
Se cree que Ahi Mesud nació en Kırşehir y emigró a Ankara y fundó una zawiyah con su propio nombre en un pueblo que hoy se encuentra dentro de los límites de Bağlıca.
  Atatürk, que visitó esta región, conocida como "Municipio de Ahi Mesut" hasta la proclamación de la República, en 1928, ordenó  el establecimiento de un pueblo ejemplar aquí, Más tarde, cuando se reconstruyó el pueblo, la población local lo llamó "Etimesut".
  En diciembre de 1937, el nombre del pueblo se cambió oficialmente a "Etimesgut" y ha sido llamado así durante casi un siglo.

## Historia
Etimesgut se ha utilizado como área residencial desde la antigüedad, como lo demuestran las herramientas manuales de piedra tallada desenterradas durante el trabajo de construcción de terrazas en las orillas del estanque Susuz (más tarde su nombre se cambió a Göksu con el paisajismo) en Eryaman.
Los hallazgos arqueológicos desenterrados en 1991 son los restos del asentamiento humano permanente más antiguo de Etimesgut. Durante las obras de infraestructura llevadas a cabo en Eryaman, se encontraron vestigios de un barrio asentado perteneciente al período de caza entre 4000-3800 aC en la antigua orilla del estanque Göksu. Estos restos fueron muchas embarcaciones de madera tallada, loza, arcos y flechas, herramientas hechas de hueso y piedra, de importante valor arqueológico.
Se entiende por los artefactos encontrados como resultado de la investigación arqueológica que el asentamiento de la ciudad data históricamente del año 2000 a. El “león frigio” en la ciudad es una prueba de que la región fue establecida por primera vez como residencia de los frigios en el siglo VII a.
La historia del distrito, debido a su proximidad a Ankara, muestra en gran medida las mismas características que la Historia de Ankara. Ankara y sus alrededores se incluyeron en las tierras de los imperios lidia, persa, gálata, romano y bizantino en la historia. Posteriormente, la dominación turca en Anatolia se produjo tras la Batalla de Manzikert en 1071. Después, en 1308, la zona fue gobernada por los gobernadores del Imperio Ilkanato y luego por los gobernadores de Ertena en poco tiempo. La ciudad permaneció bajo el dominio del Imperio Timurida después de 1402 con Batalla de Angora. En 1833, el gobernador de Egipto, Mehmet Ali Pasha, invadió estas regiones.
En 1902, Ankara era un sanjak central con sus 5 sanjaks y 21 distritos. Permaneció conectado con el distrito de Belde-Zir (o conocido como Yenikent).
La ciudad se separó de Yenimahalle el 20 de mayo de 1990 con la ley número 3644 y se convirtió en distrito. La Organización Municipal se estableció con la elección de alcalde celebrada el 19 de agosto de 1990. Las fronteras de Etimesgut se ampliaron con la ley número 6360, desde Yenimahalle con los barrios de Aşağıyurtçu, Yukarıyurtçu, Ballıkuyumcu, Fevziye y Şehitali incluidos en Etimesgut.
Atatürk prestó especial atención a Etimesgut. Visita Etimesgut de vez en cuando, escuchando los problemas de la gente durante los paseos a caballo y obteniendo información sobre los productos agrícolas. Continuó su descanso y estudios privados en la sala que le fue asignada en el edificio, que actualmente se utiliza como Laboratorio de Salud Pública.
Cuando Etimesgut era un distrito, durante el período de Atatürk se construyeron unidades de servicios como el hospital estatal, el PTT, el baño turco, el bazar con una fuente y viviendas para funcionarios.

## Geografía
El distrito de Etimesgut tiene una superficie total de 10.300 hectáreas en el oeste de Ankara y es uno de los distritos centrales de la metrópolis de Ankara. Limita con Sincan al oeste, Yenimahalle al norte y al este, y Çankaya al sur.

### Accidentes geográficos
El distrito de Etimesgut tiene la apariencia de un valle en forma de plato cuya pendiente disminuye de este a oeste. Hay una llanura llamada Llanura de Ankara, que se encuentra en el fondo del valle y se integra con los valles laterales que se extienden entre colinas empinadas hasta el Arroyo de Ankara. La altura media del distrito es de 826 metros.

### Arroyos
el Arroyo Ankara, que cruza Etimesgut de este a oeste con una pendiente del 3%; Fue formado por la fusión de Çubuk, İncesu y Hatip Streams.

### Lagos
No hay lago natural en el distrito. En el distrito de Eryaman, está el estanque Susuz, que se alimenta principalmente de agua de lluvia, en una estructura arcillosa. El área alrededor del estanque es un gran parque llamado Göksu Park. Este equipamiento social es el lugar de descanso de los habitantes de Etimesgut durante las vacaciones.

### Climatizado
Las características generales del clima continental de la Región de Anatolia Central se ven en Etimesgut. Los veranos son calurosos y los inviernos son fríos. Las precipitaciones ocurren principalmente en invierno y primavera. Las precipitaciones disminuyen en verano y otoño. La precipitación anual es de unos 367 milímetros. Las heladas ocurren con frecuencia durante los meses de invierno. La temperatura rara vez baja a -15 °C en enero. Desciende a °C. La mayoría de las nevadas ocurren en enero. Las diferencias de temperatura entre el día y la noche, el verano y el invierno son significativamente grandes. Los vientos del suroeste en las estaciones de primavera y verano, los vientos del sureste en otoño y los vientos más del norte en invierno son efectivos en el distrito.

### Flora
La región de Anatolia Central es generalmente una gran zona de estepa. Su clima es continental ya que se encuentra rodeada de altas zonas montañosas y alejada del mar.
Esta característica del clima también determina la vegetación. La vegetación natural en Ankara y Etimesgut es estepa. Los pastos en la tierra se vuelven verdes en períodos lluviosos, se vuelven amarillos y secos en veranos secos.
Las especies de plantas de Artemisia (Veronica), Ocanthalimon (Acantholimon) son bastante comunes en la región.

### Propiedades del suelo
El tipo de suelo más común en las áreas esteparias de Anatolia Central es el suelo Zonal Marrón. Los suelos cuyo principal componente es arcilla con carbonato de calcio son ineficientes en cuanto a humus.

## Población
Nota: La población rural no está incluida en la tabla, ya que los pueblos recibieron el estatus de barrios en 2004.
| Años | Total   | Ciudad  | Rural     |
| ---- | ------- | ------- | --------- |
| 1990 | 70.800  | 69.960  | 840       |
| 2000 | 171.293 | 169.615 | 1.678     |
| 2007 | 289.601 | 289.601 | sin datos |
| 2008 | 313.770 | 313.770 | sin datos |
| 2009 | 347.267 | 347.267 | sin datos |
| 2010 | 386.879 | 386.879 | sin datos |
| 2011 | 414.739 | 414.739 | sin datos |
| 2012 | 425.947 | 425.947 | sin datos |
| 2013 | 469.626 | 469.626 | sin datos |
| 2014 | 501.351 | 501.351 | sin datos |
| 2015 | 527.959 | 527.959 | sin datos |
| 2016 | 542.752 | 542.752 | sin datos |
| 2017 | 566.500 | 566.500 | sin datos |
| 2018 | 570.727 | 570.727 | sin datos |
| 2019 | 587.052 | 587.052 | sin datos |
| 2020 | 595.305 | 595.305 | sin datos |
| 2021 | 606.472 | 606.472 | sin datos |

Hay una construcción planificada de acuerdo con la comprensión del urbanismo moderno en las principales áreas de viviendas masivas como Bağlıca, Eryaman, Elvankent, Güzelkent, Yapracık.
En otros distritos de Ankara como Çankaya, Altındağ, Yenimahalle, Mamak, Keçiören, las razones tales como las áreas limitadas que se pueden abrir para el desarrollo de acuerdo con los planes de zonificación existentes y los altos costos de la tierra han aumentado la tasa de asentamiento en estas regiones. Ha convertido a Etimesgut en un centro de atracción de alto nivel en la búsqueda de la construcción masiva de viviendas.

## Barrios
- 30 Ağustos, Etimesgut
- Ahi Mesut, Etimesgut
- Alsancak, Etimesgut
- Altay, Etimesgut
- Aşağıyurtçu, Etimesgut
- Atakent, Etimesgut
- Atayurt, Etimesgut
- Ayyıldız, Etimesgut
- Bağlıca, Etimesgut
- Bahçekapı, Etimesgut
- Balıkuyumcu, Etimesgut
- Devlet, Etimesgut
- Elvankent
- Erler, Etimesgut
- Eryaman
- Etiler, Etimesgut
- Fatih Sultan, Etimesgut
- Fevziye, Etimesgut
- Göksu, Etimesgut
- Güzelkent, Etimesgut
- İstasyon, Etimesgut
- Kâzım Karabekir, Etimesgut
- Oğuzlar, Etimesgut
- Orhun, Etimesgut
- Piyade, Etimesgut
- Süvari, Etimesgut
- Şehit Osman Avcı, Etimesgut
- Şehitali, Etimesgut
- Şeker, Etimesgut
- Şeyh Şamil, Etimesgut
- Topçu, Etimesgut
- Tunahan, Etimesgut
- Turkuaz, Etimesgut
- Yapracık, Etimesgut
- Yavuz Selim, Etimesgut
- Yeni Bağlıca, Etimesgut
- Yeşilova, Etimesgut
- Yukarıyurtçu, Etimesgut

## Administración
Etimesgut, que se organizó como un pueblo ejemplar de 50 familias en los primeros años de la República para asentar a los inmigrantes turcos de Bulgaria, fue declarado municipio en 1928.
En 1968, se convirtió en barrio al conectar con Yenimahalle; De acuerdo con la Ley N° 3644 de 20 de mayo de 1990, adquirió la calidad de distrito.
El primer gobernador de distrito fue designado el 17 de julio de 1990 y se preparó la organización administrativa del distrito; Luego de la constitución de la organización municipal con la elección parcial del 19 de agosto de 1990, se eligió al alcalde.

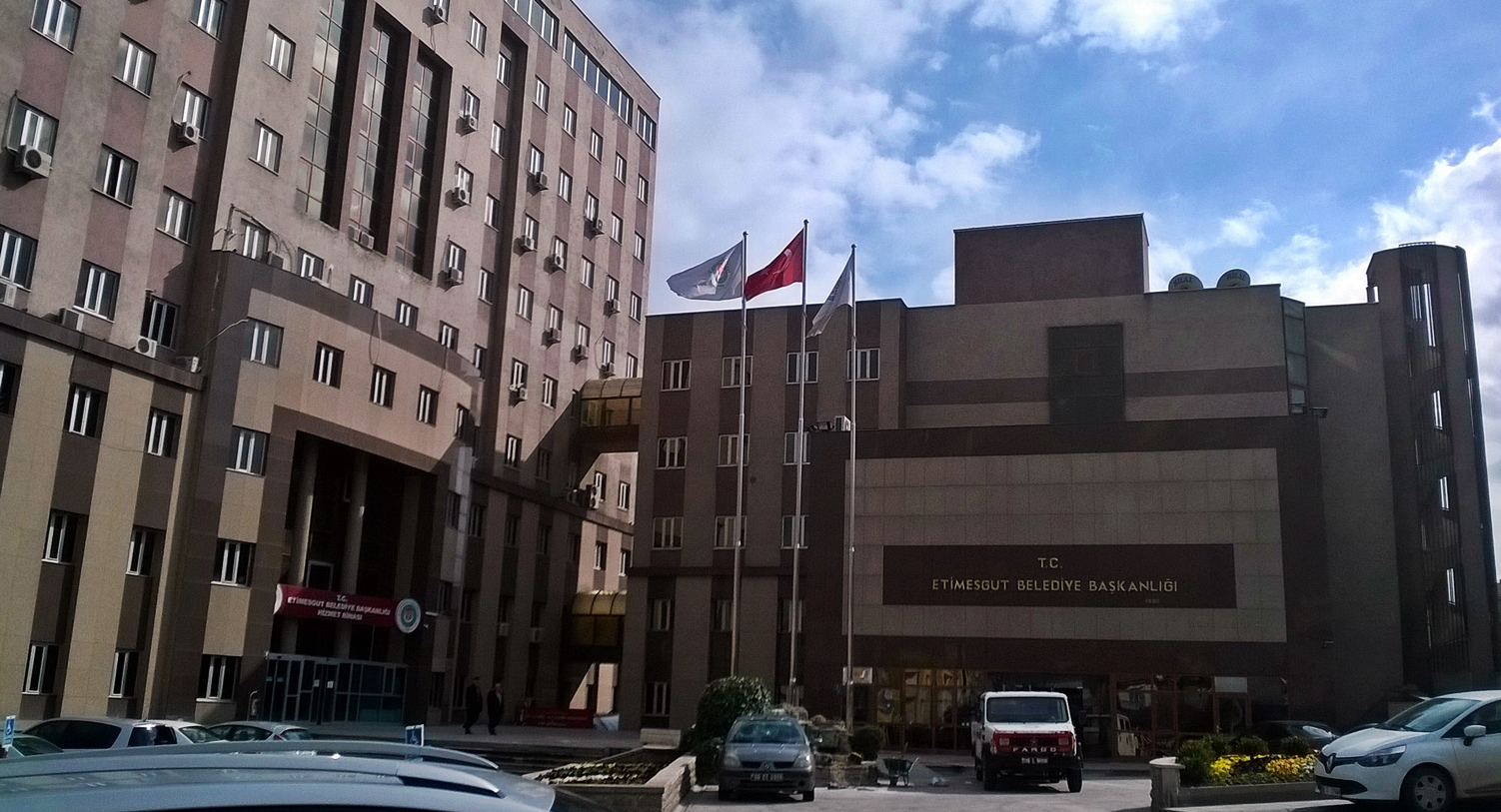
El edificio de Municipio de Etimesgut

### Alcaldes
- Ramazán Tosun, 1990-1994 ( ANAP )
- Yalçın Beyaz, 1994 -1999 ( RP )
- Enver Demirel, 1999 -2004 ( MHP )
- S. Kemal Yılmaz, 2004 -2009 ( AKP )
- Enver Demirel, 2009 -2014 ( MHP )
- Enver Demirel, 2014 -2019 ( MHP )
- Enver Demirel, 2019 - MHP en servicio

### Gobernadores de Distrito
- Haydar Keskin, 1990-1994
- Mesut Sarikaya, 1994-1999
- Mehmet Ali Aytac, 1999-2001
- Mehmet Kalyoncu, 2001-2006
- Recep Erkilic, 2006-2011
- Cumalí Atilla, 2011-2017
- Fuat Gurel, 2017-2018
- Izzettin Estimado, 2018- En servicio

## Cultura y turismo
Hay un cine, un centro de cultura y congresos que permitirá a los vecinos del distrito participar en actividades culturales, y una plaza de la ciudad llamada "Türk Beyleri" como zona de conciertos. En el distrito se encuentran una piscina semiolímpica y un estadio.
Los principales centros comerciales son Optimum AVM, Dolphin AVM, Galaxy AVM, Göksu AVM, Ankor AVM, Evsa AVM, Metromall AVM, Gimsa Park AVM, Arasta AVM, Arte Mercado AVM.

## Estado de la infraestructura
Etimesgut se estableció en la histórica Ruta de la Seda. Hoy, el ferrocarril Ankara - Estambul, Ankara - Ayaş y la autopista Ankara - Estambul pasan por Etimesgut.
Además, la carretera Ankara - Eskişehir constituye la frontera sur del distrito.Una gran parte de la carretera de circunvalación de Ankara se encuentra dentro de los límites de Etimesgut.
Los servicios de autobús y minibús se realizan en dos rutas, a saber, dirección Eskişehir Road y dirección Istanbul Road. Además, los trenes de cercanías que atraviesan Etimesgut en sentido este-oeste de un extremo a otro tienen una importante contribución al transporte de Etimesgut.